# Gacz parafinowy
Gacz parafinowy – mieszanina stałych, mających ponad 15 atomów węgla w cząsteczce, alkanów (parafin), zawierających od 10% do 30% olejów, wydzielana z ciężkich frakcji ropy naftowej (o temperaturze wrzenia ponad 350 °C) oraz pozostałości po jej destylacji.
Gacz wytwarzany jest w procesie produkcji oleju bazowego. Surowiec w czasie ekstrakcji rozpuszczalnikiem pozbawia się związków aromatycznych, a pozostałą masę ponownie poddaje rozpuszczaniu (na przykład w butanonie) w celu obniżenia lepkości (dla umożliwienia filtracji w niskiej temperaturze). Tak rozcieńczony olej jest następnie schładzany do temperatury od –10 °C do –20 °C, dzięki czemu krystalizuje parafina, którą się filtruje. Gacze pochodzące z różnych rafinerii mogą znacznie się różnić kolorem, zawartością oleju i temperaturą topnienia.
Dalszym etapem przeróbki gaczu jest rafinacja, w wyniku której otrzymuje się nierozpuszczalną w wodzie i etanolu parafinę, barwy od jasnożółtej do białej, w zależności od stopnia oczyszczenia, o postaci krystalicznego wosku. Obok produkcji parafiny tradycyjne zastosowania gaczu to nasycanie (impregnacja przeciwwilgociowa) płyt wiórowych i zapałek oraz produkcja preparatów antykorozyjnych i przeciwwilgociowych. Gacz o zawartości oleju poniżej 10% używa się do wyrobu świec religijnych.
Jeszcze na początku XXI wieku gacz był traktowany jak surowiec o niskiej wartości, jednak liczba jego zastosowań wzrasta – zwłaszcza przemysł rafineryjny narastająco przetwarza go na oleje bazowe. Też jest surowcem do produkcji paliw niskosiarkowych, co spowodowało wzrost jego ceny o około 300% od wczesnych lat pierwszego dziesięciolecia XXI w.